# Litsea morobensis
Litsea morobensis är en lagerväxtart som beskrevs av C. K. Allen. Litsea morobensis ingår i släktet Litsea och familjen lagerväxter. Inga underarter finns listade i Catalogue of Life.